# Polyconia
Polyconia is een geslacht van kevers uit de familie bladkevers (Chrysomelidae).
De wetenschappelijke naam van het geslacht werd in 1905 gepubliceerd door Julius Weise.

## Soorten
- Polyconia caroli (Leprieur, 1883)
- Polyconia fragilis Uhmann, 1954
- Polyconia spinicornis (Kraatz, 1895)